# The Evil in You
The Evil in You è il quinto album in studio della band power metal tedesca At Vance.
Dopo quattro album Oliver Hartmann cede il microfono a Mats Levén.

## Tracce

### Edizione standard
Testi e musiche di Olaf Lenk eccetto quando diversamente indicato.
1. Fallen Angel – 4:56
2. Broken Vow – 4:07
3. The Evil in You – 5:12
4. Stronger than You Think – 4:37
5. The Curtain Will Fall – 5:20
6. One Million Miles Away – 6:41
7. Right or Wrong – 4:01
8. Shining Star – 4:51
9. Street of My Dreams – 4:08
10. Caprice No.16 (strumentale) – 1:33
11. Princess of Ice – 4:18

### Tracce bonus
1. Angel of Dark (feat. Oliver Hartmann alla voce) – 4:27 (Oliver Hartmann)
2. You Will Never Take My Soul (feat. Oliver Hartmann alla voce) – 4:22 (Oliver Hartmann)
3. N.O.W. (feat. Oliver Hartmann alla voce) – 3:57

### Tracce bonus edizione giapponese
1. Highway Star (cover dei Deep Purple, dall'album Machine Head del 1972)

## Formazione

### Gruppo
- Mats Levén – voce
- Olaf Lenk – chitarra
- Rainald König – chitarra
- Sascha Feldmann – basso
- Jürgen Lucas – batteria

### Ospiti
- Oliver Hartmann – voce

### Produzione
- Olaf Lenk – produzione
- Achim Köhler – missaggio presso House Of Music Studios (Winterbach, Germania)
- Mika Jussila – mastering
- Thomas Ewerhard – artwork
- Nils Wasko – design
- Dirk Schelpmeier – fotografia